# Droits LGBT en Égypte
Pour des articles plus généraux, voir LGBT+ en Égypte et Droits LGBT.
L'homosexualité n'est pas illégale de droit en Égypte mais les personnes LGBT sont persécutées dans les faits sous l'accusation de « débauche ». Au début du XXIe siècle, elle a commencé à devenir de facto illégale à travers un large ensemble d'interprétations de plusieurs articles du code pénal égyptien, et d'autres décisions de la politique publique égyptienne en ce qui concerne la sauvegarde de « l'ordre et de la morale publique ».[réf. nécessaire]